# Drobnokolec żółknący

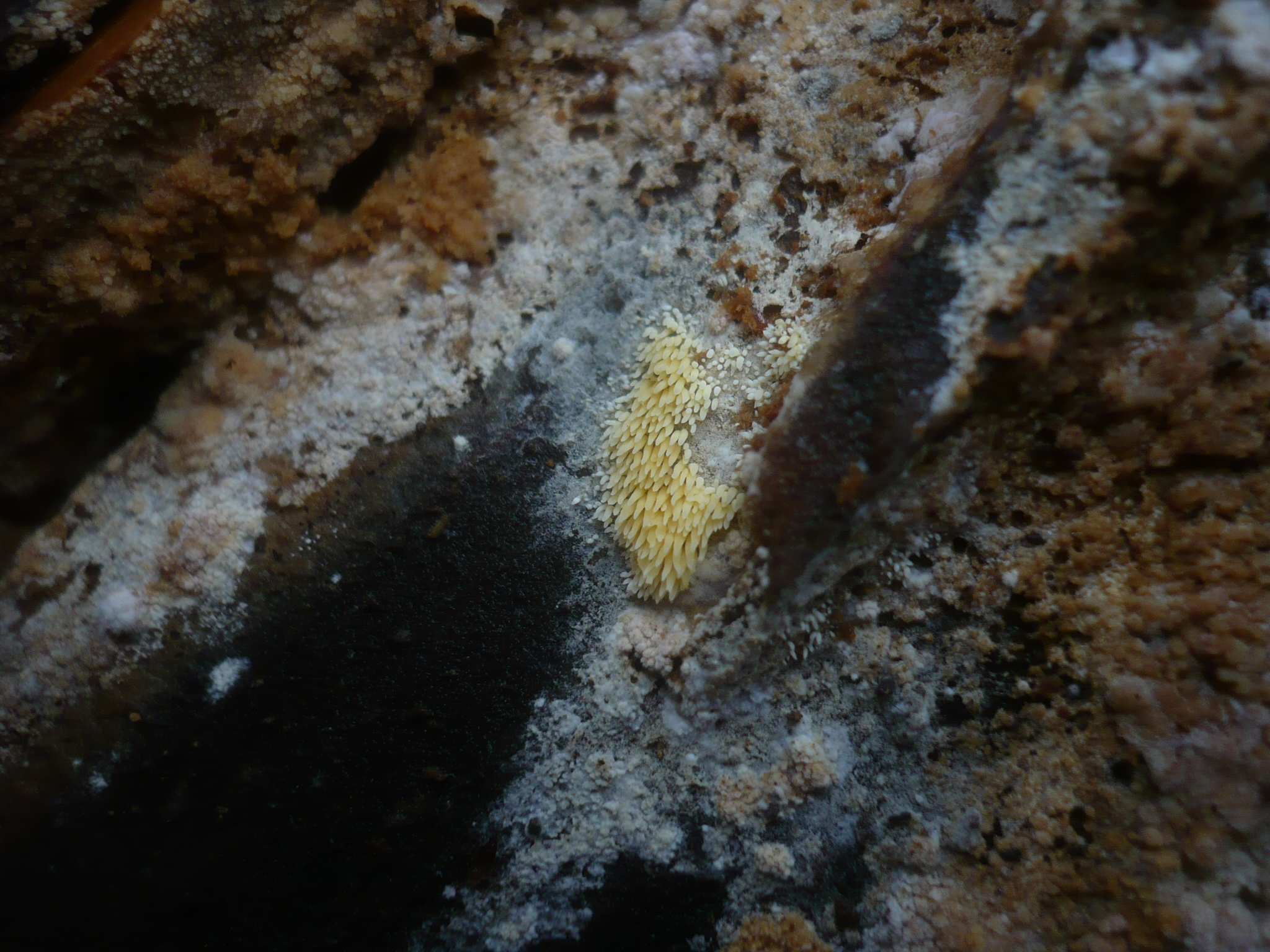

Drobnokolec zółknący (Mucronella calva (Alb. & Schwein.) Fr.) – gatunek grzybów należący do rzędu pieczarkowców (Agaricales). Nadrzewny grzyb kortycjoidalny.

## Systematyka i nazewnictwo
Pozycja w klasyfikacji według Index Fungorum: Mucronella, Incertae sedis, Agaricales, Agaricomycetidae, Agaricomycetes, Agaricomycotina, Basidiomycota, Fungi.
Po raz pierwszy zdiagnozowali go w 1805 r. Johannes Baptista von Albertini i Lewis David von Schweinitz, nadając mu nazwę Hydnum calvum. Obecną nazwę nadał mu Elias Fries w 1874 r.
Synonimy:

- Hydnum calvum Alb. & Schwein. 1805
- Isaria calva (Alb. & Schwein.) Fr. 1832
- Isaria hydnoides Link 1825
- Mucronella abnormis Henn. 1898
- Mucronella aggregata (Fr.) Fr. 1888
- Mucronella aggregata (Fr.) Fr. 1888 f. aggregata
- Mucronella aggregata f. citrina Bourdot 1932
- Mucronella calva (Alb. & Schwein.) Fr. 1874 f. calva
- Mucronella calva f. ramificata Pilát 1958
- Mucronella calva var. aggregata (Fr.) Pilát 1958
- Mucronella calva (Alb. & Schwein.) Fr. 1874 var. calva
- Mucronia aggregata Fr. 1863
- Mucronia calva (Alb. & Schwein.) Fr. 1849[3].

Nazwę polską nadał Władysław Wojewoda w 1999 r.

## Morfologia
Owocnik
Złożony z licznych, białych, gęsto obok siebie wyrastających kolców o rozmiarach 0,3-0,5 × 0,1–0,2 mm. U starszych okazów podstawa kolców żółknie. Kolce mają miękki i delikatny miąższ i są łatwe do oddzielenia od podłoża.
Cechy mikroskopowe
System strzępkowy monomityczny. Strzępki hialinowe, faliste ze sprzążkami, o średnicy 3–6 μm. Brak cystyd. Podstawki mniej lub bardziej maczugowate, o zmiennej wielkości, zwykle 15–20 × 5–6 μm, z 4-sterygmami i sprzążkami bazalnymi. Zarodniki elipsoidalne, o rozmiarach 4–6 (–7) × 2,5–3,5 (–4) μm, gładkie, hialinowe, amyloidalne.

## Występowanie i siedlisko
Opisano występowanie tego gatunku głównie w Ameryce Północnej i Europie. Na obydwu tych kontynentach jest szeroko rozprzestrzeniony. W Europie występuje od Hiszpanii po około 64° szerokości geograficznej na Półwyspie Skandynawskim. Występuje również w Rosji, Ugandzie i na Filipinach. W Polsce gatunek bardzo rzadki. W piśmiennictwie naukowym na terenie Polski do 2003 r. podano 4 stanowiska. Aktualne stanowiska podaje internetowy atlas grzybów. Gatunek ten znajduje się na Czerwonej liście roślin i grzybów Polski. Ma status E – gatunek wymierający. Znajduje się na listach gatunków zagrożonych także w Czechach, Niemczech, Danii, Anglii, Norwegii, Szwecji i Finlandii.
Grzyb nadrzewny, saprotrof. W Polsce rośnie w lasach iglastych i w parkach na martwym drewnie świerka pospolitego. Owocniki pojawiają się od wiosny do jesieni.